# Attak
Attak – dwunasty album studyjny niemieckiego zespołu industrialnego KMFDM, wydany po trzyletnim hiatusie 19 marca 2002 roku przez Metropolis Records. Nagrany został w Seattle w Waszyngtonie. Jest to ostatni album z Timem Skoldem jako członkiem. Album początkowo miał zostać zatytułowany Attaq i napisany blisko–wschodnią czcionką, lecz po atakach z 11 września Konietzko zrezygnował z tego pomysłu.

## Opis
Album Attak jest utrzymywany w klimacie tzw. butt-rocka i nu metalu. Album był bardzo wyczekiwany przez fanów zespołu KMFDM z powodu ich tymczasowego zawieszenia działalności w 1999 roku. Album został w większości dobrze oceniony i kilka z piosenek cieszyło się popularnością wśród fanów industrialu. Najpopularniejszymi utworami były Attak/Reload i Sturm & Drang, z czego ta druga stała się także tytułem koncertowego albumu KMFDM i ich trasy koncertowej promującej ten album. Był to ostatni album KMFDM, na którym wystąpił Tim Skold, i pierwszym na którym wystąpiła Lucia Cifarelli, późniejsza żona lidera zespołu KMFDM Saschy Konietzko.

## Lista utworów
1. "Attak/Reload" - 3:59
2. "Skurk" - 3:55
3. "Dirty" - 4:41
4. "Urban Monkey Warfare" - 4:31
5. "Save Me" - 5:42
6. "Yohoho" - 4:16
7. "Superhero" - 4:25
8. "Sturm & Drang" - 3:57
9. "Preach/Pervert" - 4:30
10. "Risen" - 5:59
11. "Sleep" - 4:30